# 도꼬로마

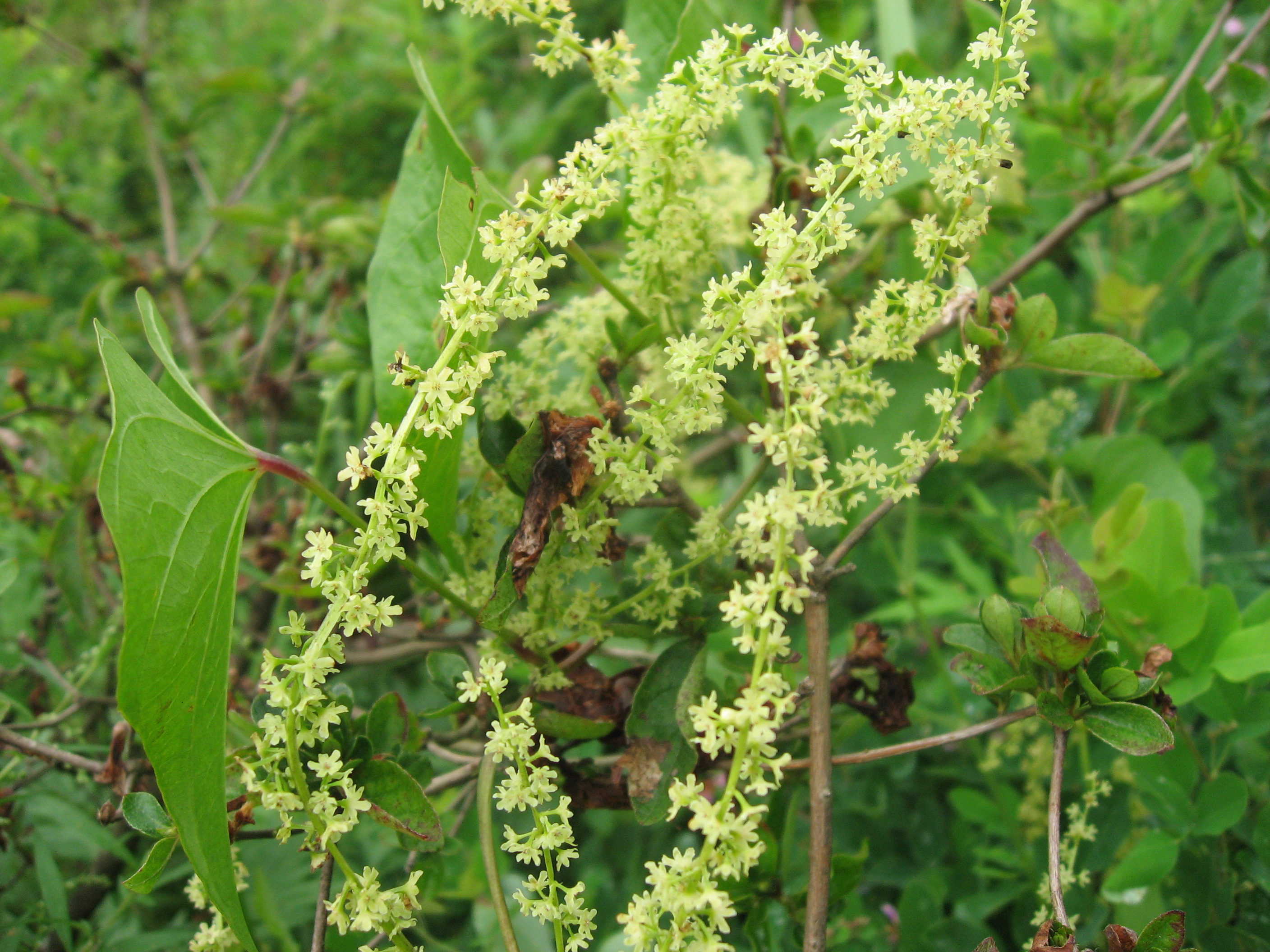

도꼬로마는 마과의 여러해살이풀로 학명은 Dioscorea tokoro이다.

## 분포
한국·중국·일본 등지에 분포한다.

## 특징
덩굴성 초본으로 뿌리줄기는 굵고 옆으로 뻗는다. 잎은 어긋나며 길이가 5-12cm의 심장형으로 끝이 뾰족하고 가장자리가 밋밋하여, 잎자루는 길다. 꽃은 총상꽃차례로 6-7월에 황록색으로 피는데, 암수딴그루이고 수꽃이 달리는 꽃차례는 곧추서며 흔히 갈라지고 암꽃이 달린 꽃차례는 밑으로 처진다. 수꽃은 6개의 수술과 꽃대가 있고, 암꽃은 꽃대가 없으며 암술은 1개이고 암술머리는 3갈래로 갈라진다.

## 이용
열매는 삭과로 3개의 날개가 있으며 여러 개가 모여 밑으로 처진다. 씨는 편평하고 한쪽에 막질의 날개가 있다. 뿌리는 강장 및 지사제로 사용하고 쓴맛을 우려낸 후 식용하기도 한다.